# Gouesnou
 Gouesnou  (en bretón Gouenoù) es una población y comuna francesa, situada en la región de Bretaña, departamento de Finisterre, en el distrito de Brest y cantón de Brest-L'Hermitage-Gouesnou.

## Demografía
| 2141 | 2543 | 3040 | 4061 | 5417 | 6042 |
| Para los censos de 1962 a 1999 la población legal corresponde a la población sin duplicidades (Fuente: INSEE [Consultar]) |      |      |      |      |      |